# 聖拉菲爾德爾莫漢
聖拉菲爾德爾莫漢（西班牙語：San Rafael de El Moján），是委內瑞拉的城鎮，位於該國西北部蘇利亞州，是馬拉市的首府，距離馬拉開波約40公里，面積127平方公里，海拔高度1米，人口49,320，人口密度每平方公里388.35人。
10°58′N 71°44′W / 10.967°N 71.733°W